# ستار (اسم)
ستار هو اسم علم مذكر من أصل عربي، ومعناه هو على صيغة المبالغة من ساتر، وهوالمغطي بالستر أوالمغطي للعيوب.

## شخصيات تحمل الاسم
- ستار الباير (سياسي عراقي)
- ستار باركر (22 نوفمبر 1956 – )
- ستار جاسبر (ممثلة أمريكية، 3 ديسمبر 1966[3] – )
- ستار جونز (24 مارس 1962[4] – )
- ستار خان (سياسي إيراني، 20 أكتوبر 1868 – 15 نوفمبر 1914)
- ستار سعد (مغني عراقي، 4 أغسطس 1990 – )
- ستار كاووش (1963 – )
- ستار همداني (لاعب كرة قدم إيراني، 6 يونيو 1974 – )

## وصلات خارجية
- موسوعة السلطان قابوس لأسماء العرب نسخة محفوظة 5 أبريل 2019 على موقع واي باك مشين.